# اسطوره‌شناسی همه نژادها
اسطوره‌شناسی همه نژادها (انگلیسی: The Mythology of All Races) یک مجموعه کتاب ۱۳ جلدی است که توسط لوئیس هربرت گری بین سال‌های ۱۹۱۶ تا ۱۹۳۲ منتشر شده است. جورج فوت مور به عنوان ویراستار مشاور در این کتاب مشارکت کرده است.

## جلدها
- شروود فاکس، ویلیام (۱۹۱۶). یونانی و رومی. ج. ۱. بوستون، شرکت مارشال جونز.

- مک‌کالاک، جان آرنوت (۱۹۳۰). ادیک. ج. ۲. بوستون، شرکت مارشال جونز.

- مک‌کالاک، جان آرنوت؛ ماچال، ژانویه (۱۹۱۸). سلتیک و اسلاوی. ج. ۳. بوستون، شرکت مارشال جونز.

- هولمبرگ، اونو (۱۹۲۷). فینو-اوگریک و سیبری. ج. ۴. بوستون، شرکت مارشال جونز.

- لنگدان، استیون هربرت (۱۹۳۱). سامی. ج. ۵. بوستون، شرکت مارشال جونز.

- کیث، آرتور بریدیل؛ کارنوی، آلبرت جوزف (۱۹۱۷). هندی و ایرانی. ج. ۶. بوستون، شرکت مارشال جونز.

بخش ایران این کتاب را احمد طباطبائی در سال ۱۳۸۳ ترجمه کرده و در انتشارات علمی و فرهنگی چاپ شده است.
- آنانیکیان، ماردیروس هاروتیون؛ ورنر، آلیس (۱۹۲۵). ارمنی و آفریقایی. ج. ۷. بوستون، شرکت مارشال جونز.

- فرگوسن، جان کالوین؛ آنساکی، ماساهارو (۱۹۲۸). چینی و ژاپنی. ج. ۸. بوستون، شرکت مارشال جونز.

- دیکسون، رولند بوراگ (۱۹۱۶). اقیانوسیه. ج. ۹. بوستون، شرکت مارشال جونز.

- الکساندر، هارتلی بر (۱۹۱۶). آمریکای شمالی. ج. ۱۰. بوستون، شرکت مارشال جونز.

- الکساندر، هارتلی بر (۱۹۲۰). آمریکای لاتین. ج. ۱۱. بوستون، شرکت مارشال جونز.

- مولر، ویلهلم ماکس؛ اسکات، جیمز جورج (۱۹۱۸). مصری و هندوچینی. ج. ۱۲. بوستون، شرکت مارشال جونز.

- Jones، A. Marshall (۱۹۳۲). فهرست کامل. ج. ۱۳. بوستون، شرکت مارشال جونز.